# Pain, Amour et Chansonnette
Pour plus de détails, voir Fiche technique et Distribution.
Pain, Amour et Chansonnette (Λατέρνα φτώχεια και φιλότιμο (Laterna, Ftochia kai filotimo)) est un film grec réalisé par Alékos Sakellários et sorti en 1955.

## Synopsis
Deux joueurs d'orgue de barbarie sans le sou quitte Athènes pour aller jouer à la fête de la Panagia Plataniotisa en province. Ils s'y rendent à pied. En route, ils croisent une jeune femme en pleurs, Keti. C'est la fille d'un riche armateur. Elle est amoureuse de Dimitri, un pauvre jeune homme employé de la firme paternel. Son père s'oppose au mariage et envisage de lui faire épouser un de ses amis, beaucoup plus vieux qu'elle. Cependant, une récompense est promise à qui ramènera la jeune femme à son père. Les deux hommes hésitent entre l'appât du gain et le désir de faire le bonheur de la jeune femme. Finalement, ils l'aident à épouser l'élu de son cœur puis à se réconcilier avec son père.

## Fiche technique
- Titre : Pain, Amour et Chansonnette
- Titre original : Λατέρνα φτώχεια και φιλότιμο (Laterna, Ftochia kai filotimo)
- Réalisation : Alékos Sakellários
- Scénario : Alékos Sakellários
- Direction artistique :
- Décors : Markos Zervas
- Costumes :
- Photographie : Nikos Dimopoulos
- Son :
- Montage : Dínos Katsourídis
- Musique : Mános Hadjidákis
- Production : Finos Film
- Langue : grec
- Format :  Noir et blanc
- Genre :
- Durée : 91 minutes
- Dates de sortie : 1955

## Distribution
- Jenny Karézi
- Mímis Fotópoulos
- Vassílis Avlonítis
- Alékos Alexandrákis